# Days of Future Passed
Days of Future Passed — второй студийный альбом прогрессив рок-группы The Moody Blues, выпущенный лейблом Deram Records в декабре 1967 года, и первый альбом «классического периода» The Moody Blues, сразу же принесший группе известность. Альбом поднялся до #27 в UK Albums Chart в 1967 и до #3 в Billboard 200 в 1972 году. Содержит первый хит группы — композицию «Nights in White Satin», написанную Джастином Хейвордом (англ. Justin Hayward).
В 1978 году альбом был заново аранжирован из-за того, что оригинальные записи 1967 года оказались испорчены. Ремастирован и переиздан в 2006 году и 2008 году с добавлением большого числа бонус-треков.

## История записи
Дебютный альбом группы, The Magnificent Moodies, вышел в 1965 году на лейбле Decca Records. Он был записан в жанре ритм-н-блюз и состоял по большей части из кавер-версий других исполнителей. Хотя один из синглов с пластинки, «Go Now», занял первое место в UK Singles Chart, сам альбом в чарты не попал. После этого группу покинули гитарист и вокалист Денни Лэйн и бас-гитарист Клинт Уорвик.
Им на замену пришёл Джастин Хейворд вместе с Джоном Лоджем, и группа перешла на дочерний лейбл Decca, Deram Records. Руководство лейбла хотело, чтобы группа вместе с Лондонским фестивальным оркестром записала для нового релиза симфонию № 9 Антонина Дворжака в рок-обработке, чтобы продемонстрировать новую 8-дорожечную технологию записи. Однако вместо этого The Moody Blues создали Days of Future Passed, концептуальный альбом, описывающий один день из жизни простого человека.
Музыка этого альбома кардинально отличалась от той, что была на дебютной работе. Теперь группа исполняла психоделический рок с элементами прогрессивного рока. Некоторые критики называют Days of Future Passed одним из первых альбомов прогрессивного рока. Лейбл прохладно отнесся к пластинке, но когда она заняла 27 место в британском чарте и 3 место в американском, руководство лейбла решило продолжить сотрудничество с группой. В то же время музыканты начали увлекаться культурой хиппи, трансцендентальной медитацией и галлюциногенами, что нашло отражение на следующих альбомах группы.

## Список композиций

### сторона А
1. The Day Begins: (5:50)
- «The Day Begins» (Питер Найт & The Moody Blues) — (4:08)
- «Morning Glory» (Эдж) [не обозначен] — (1:42)

2. Dawn: (3:48)
- (Intro) (Найт) [не обозначен] — (0:38)
- «Dawn is a Feeling» (Пиндер) — (3:10)

3. The Morning: (3:55)
- (Intro) (Найт) [не обозначен] — (0:21)
- «Another Morning» (Томас) — (3:34)

4. Lunch Break: (5:33)
- (Intro) (Найт) — (1:53)
- «Peak Hour» (Лодж) — (3:40)

### сторона Б
5. The Afternoon: (8:23)
- «Forever Afternoon (Tuesday?)» (Хейворд) — (5:06)
- «(Evening) Time to Get Away» (Лодж) [не обозначен] — (3:17)

6. Evening: (6:40)
- (Intro) (Хайт) [не обозначен] — (0:38)
- «The Sunset» (Пиндер) — (2:39)
- «Twilight Time» (Томас) — (3:23)

7. The Night: (7:24)
- «Nights in White Satin» (Хейворд) — (5:38)
- «Late Lament» (Эдж) [не обозначен] — (1:46)

## Участники записи
The Moody Blues:
- Джастин Хейворд — акустическая и электрическая гитары, клавишные, вокал
- Джон Лодж — бас-гитара, электрогитара, вокал
- Майк Пиндер — клавишные, меллотрон, вокал.
- Рэй Томас — флейта, горн, перкуссия, клавишные, вокал
- Грэм Эдж — ударные, перкуссия, вокал

- Peter Knight — дирижёр, аранжировщик.
- The London Festival Orchestra.[12]